# Halifax (Észak-Karolina)
Halifax település az Amerikai Egyesült Államok Észak-Karolina államában, Halifax megyében, melynek megyeszékhelye is. Lakosainak száma 170 fő (2020. április 1.).

## Népesség
A település népességének változása:

| 2010 | 234 |
| 2020 | 170 |